# Georg Schneider (Politiker, 1902)

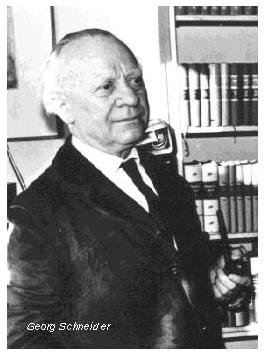
Georg Schneider

Georg Schneider (Pseudonym: Erno R. Scheidegg; * 15. April 1902 in Coburg; † 24. November 1972 in München) war ein deutscher Schriftsteller, Politiker (FDP) und Rektor.

## Leben
Der am 15. April 1902 in Coburg geborene Georg Schneider unterrichtete nach Abschluss des Lehrerseminars in Coburg an verschiedenen Coburger Volksschulen. Dazu war er als Übersetzer von Werken aus dem Französischen tätig, so von Tristan Corbière und Paul Valéry. Überdies unternahm er Reisen nach Italien, Schweiz und Frankreich.
Nachdem Georg Schneider 1933 vom NS-Regime mit einem Publikationsverbot belegt worden war, diente er ab 1939 als Soldat im Zweiten Weltkrieg, ehe er in französische, italienische und amerikanische Kriegsgefangenschaft geriet. Nach seiner Rückkehr wurde Fischer, Mitglied der FDP, 1946 in die Verfassunggebende Landesversammlung, anschließend in den Bayerischen Landtag gewählt, bevor er 1950 seine politischen Ämter niederlegte. 1955 wurde er zum Rektor einer Schule in München-Schwabing bestellt. Georg Schneider verstarb am 24. November 1972 70-jährig in München.
Georg Schneider, der auch das Pseudonym Erno R. Scheidegg verwendete, wurde in den 1950er Jahren bekannt mit moderner und formstrenger Lyrik, die von Oskar Loerke und Wilhelm Lehmann beeinflusst war. Dazu trat er als Übersetzer von englischer, französischer und chinesischer Literatur sowie als Herausgeber von Werkausgaben unter anderem von Jean Paul und Friedrich Rückert hervor.

## Lyrikwerke (Auswahl)
- Die Barke, 1925
- Die Fensterrose, 1946
- Nur wer in Flammen steht, 1946
- Fries der Lauschenden, 1947
- Das Blumengärtlein, 1949
- Atem der Jahre, 1960
- Am Grenzstein, 1965
- Nach verschollenen Noten, 1968